# Baduraya
Baduraya fou un districte al sud-oest de Bagdad que va existir durant el període abbàssida. Estava situat al sud del riu Nahr Sarat (que és una derivació del riu Usa) que el separava del districte de Katrabbul. Una part de la ciutat de Bagdad formava part d'aquest districte, que al seu torn era part del cercle d'Astan al-Ali.